# Joseph von Fraunhofer
Joseph von Fraunhofer (Straubing, 6 de marzo de 1787-Múnich, 7 de junio de 1826) fue un astrónomo, óptico y físico alemán, reconocido por inventar el espectroscopio y por ser uno de los fundadores de la espectroscopia como disciplina científica.

## Semblanza
Como científico, ingeniero y emprendedor alcanzó logros como el descubrimiento de las "líneas de Fraunhofer" en el espectro óptico de la luz del sol, inventó un nuevo método de manufactura de lentes e inició un negocio de producción de vidrio para microscopios y telescopios. Debido a su carácter multifacético el instituto tecnológico Fraunhofer-Gesellschaft lleva su apellido.
Al quedar huérfano a los once años, empezó a trabajar como aprendiz en el taller de un cristalero llamado Philipp Anton Weichelsberger.
En 1801 se derrumbó el edificio de la empresa en la que trabajaba, y Fraunhofer quedó sepultado bajo los escombros. Dirigió la operación de salvamento el propio príncipe elector de Baviera, Maximiliano IV José (futuro Maximiliano I de Baviera). A partir de ese momento, el príncipe entra en la vida de Fraunhofer, le ayuda a obtener los libros que necesitaba y obliga a quienes le daban trabajo a que le permitieran seguir estudiando.
Tras ocho meses de estudios, Fraunhofer empezó a trabajar en el Instituto de Óptica de la abadía de Benediktbeuern, un monasterio benedictino desconsagrado dedicado a la fabricación de cristal. Aquí descubrió el modo de crear los mejores cristales ópticos, a la vez que inventó un método extraordinariamente preciso para medir la dispersión. En 1818 pasó a dirigir el Instituto. Gracias a los extraordinarios instrumentos ópticos que había desarrollado, Baviera sustituyó a Inglaterra como referencia en la industria óptica.

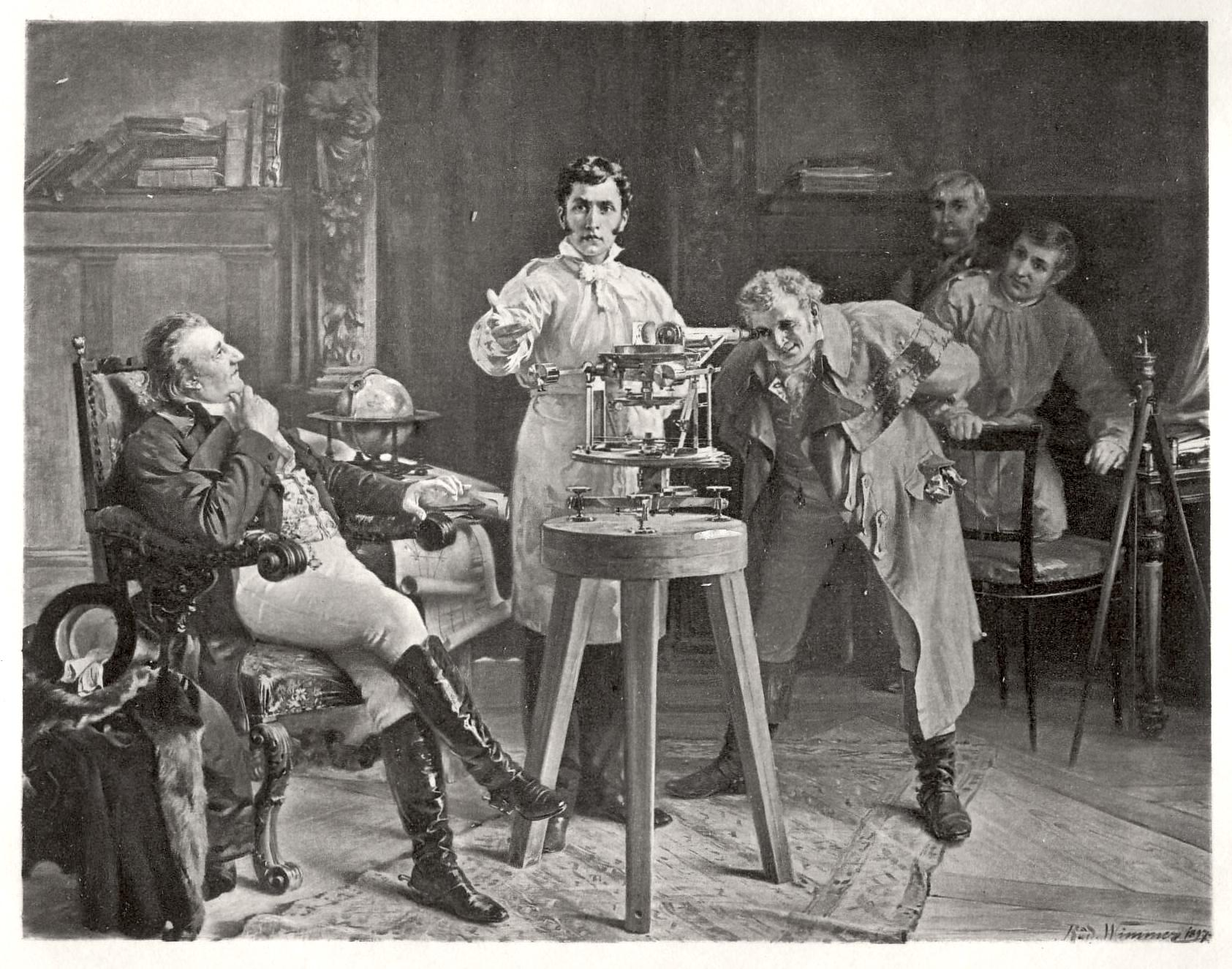
Fraunhofer en una demostración del espectroscopio.

Así, en 1814, Fraunhofer inventó el espectroscopio. En el curso de sus experimentos descubrió la línea fija brillante que aparece en el color naranja del espectro cuando es producido por la luz del fuego. Esta línea le permitió después determinar el poder absoluto de refracción de diferentes sustancias. Los experimentos con objeto de determinar el espectro solar contenían la misma línea brillante en el color naranja, lo que le llevó al descubrimiento de 574 líneas fijas oscuras en el espectro solar; se conocen en la actualidad millones de estas líneas de absorción fijas.
Fraunhofer fue el primero que investigó de forma sistemática las líneas de absorción en el espectro del Sol, que serían explicadas de modo exhaustivo por Kirchhoff y Bunsen en 1859. Esas líneas se siguen llamando en nuestros días líneas de Fraunhofer en su honor. 
También inventó la retícula de difracción, transformando así la espectroscopia de arte a ciencia, y demostrando el modo exacto de medir la longitud de onda de la luz. Fue el primero en darse cuenta de que los espectros de Sirio y de otras estrellas brillantes eran distintos entre sí y con respecto al Sol, iniciando de ese modo la espectroscopia estelar. 
Su ilustre carrera le permitió obtener un doctorado honoris causa en la Universidad de Erlangen en 1822. En 1824 fue distinguido con la orden del Mérito, fue declarado noble y se le concedió la ciudadanía honoraria de Múnich. Al igual que otros muchos fabricantes de cristal en su época, Fraunhofer -envenenado por los vapores de los metales pesados- murió a los 39 años de edad en 1826.

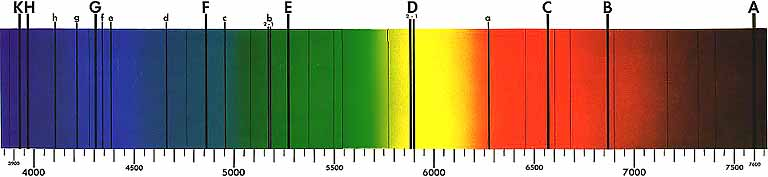
Las líneas de Fraunhofer.

## Eponimia
Llevan su nombre:
- Las líneas de Fraunhofer
- La distancia de Fraunhofer
- El Instituto tecnológico Fraunhofer-Gesellschaft
- El cráter Fraunhofer de la Luna fue llamado así en su honor